# EPCM
EPCM es un tipo de contrato utilizado en la ingeniería y construcción. Su denominación "EPCM" corresponde a las siglas de las palabras inglesas Engineering, Procurement, Construction Management que traducidas literalmente al español corresponden a Ingeniería, Adquisiciones y Gestión de Construcción.
Esta es una forma de arreglo de contrato en el ámbito de la industria de la construcción, que puede ser utilizado dependiendo del proyecto. 
Mediante este contrato el Dueño del proyecto firma un contrato EPCM con una empresa que será el Contratista EPCM. El contratista EPCM diseña mediante un modelo de costo reembolsable por hora, y gestiona en representación del Dueño del proyecto la compra equipos y componentes que precisa el proyecto y gestiona la contratación de la Empresa Constructora y gestiona el proceso de construcción (incluyendo realización de auditorias, certificaciones de avance) como agente del Dueño del proyecto.  
A diferencia de un contrato EPC (Engineering, Procurement, Construction), un contrato EPCM es esencialmente un contrato por servicios profesionales, que está basado en un esquema de tasas, con o sin un multiplicador.

## Desventajas y riesgos de la contratación EPCM
La contratación de EPCM posee algunos riesgos e inconvenientes significativos. En general, estos pueden resumirse como una transferencia de riesgo y responsabilidad al Dueño, comparado con lo que ocurre en un contrato EPC o "llave en mano". Tres de estos inconvenientes son clave para comprender la contratación de EPCM:
- No hay un único punto de responsabilidad. La contratación mediante un modelo EPCM no tiene un único punto de responsabilidad, por lo que en caso de un defecto en la construcción, el Dueño puede tener que buscar a varios contratistas y proveedores para recuperar sus pérdidas. Si estas partes son responsables solidariamente dependerá de la redacción precisa de sus contratos y de la jurisdicción que los rige.
- Gestión de tiempo y gastos. Incluso con la ayuda del contratista EPCM, un proyecto EPCM requiere que el Dueño asigne recursos significativos a estos rubros. El Dueño debe considerar si esos recursos podrían invertirse mejor en otra parte de su negocio.
- Requiere del empleador un nivel mucho mayor de esfuerzo e involucramiento que un contrato EPC, por lo cual solo es recomendado en caso de que el Dueño cuente realmente con los recursos técnicos y conocimientos adecuados para cumplir con las responsabilidades que el contrato EPCM le asigna por sobre las que tendría sobre un contrato EPC.